# Atomkonsens
Mit dem prägenden Schlagwort Atomkonsens wurden in der deutschen Öffentlichkeit verschiedene Versuche bezeichnet, das gesellschaftlich höchst umstrittene Problem der Atomenergie-Nutzung im „Konsens“ zwischen den betroffenen Wirtschaftsunternehmen und der Politik, vertreten durch die Bundesregierung, zu lösen.
Die Zustimmung zu den erreichten Vereinbarungen schließt dabei in der Regel nur die an den Verhandlungen beteiligten Gruppen, jedoch nicht die parlamentarische Opposition oder andere außerparlamentarische Gruppen mit ein; es handelt sich also nicht um einen gesamtgesellschaftlichen Konsens.

## Vereinbarungen und Gesetze

### 1993 bis 1995
Bereits in der 12. und 13. Wahlperiode hatten unter der Regierung Helmut Kohl sogenannte Energiekonsensgespräche stattgefunden. Hierbei waren Vertreter der Bundes- und Landesregierungen sowie der sie tragenden Parteien und Vertreter der Wirtschaft eingebunden. Die Gespräche, die von 1993 bis 1995 erfolgten, führten zu keinem Konsens.

### 2000
In der 14. Wahlperiode kam es zum Regierungswechsel, so dass die rot-grüne Bundesregierung (Kabinett Schröder I) das Thema auf die Agenda nahm. Am häufigsten wird daher der Begriff Atomkonsens im Zusammenhang mit der „Vereinbarung zwischen der Bundesregierung und den Energieversorgungsunternehmen vom 14. Juni 2000“ (kurz: „Vereinbarung vom 14. Juni 2000“) benutzt, mit dem die damalige erste rot-grüne Regierung auf Bundesebene den Atomausstieg in Deutschland und damit eines ihrer zentralen politischen Anliegen in die Wege leitete. Der Vertrag wurde am 11. Juni 2001 unterzeichnet und im Jahr 2002 durch die Novellierung des Atomgesetzes rechtlich abgesichert; die Novelle trat am 22. April 2002 in Kraft.
Für das Energieunternehmen Viag führte der ehemalige (bis 1998) und 2009 erneut ins Amt berufene Leiter der Abteilung Reaktorsicherheit des Bundesumweltministeriums Gerald Hennenhöfer die Verhandlungen mit der rot-grünen Bundesregierung zum Atomausstieg.

### 2010
Nach dem erneuten Regierungswechsel in der 17. Wahlperiode änderten sich dazu die politischen Mehrheiten. Mit Bezug auf die ursprüngliche Vereinbarung und im Prinzip als deren Fortschreibung, wenn auch unter anderen Vorzeichen („Ausstieg aus dem Ausstieg“), wurde als „Atomkonsens“ auch der neue Vertrag zwischen der seit 2009 amtierenden schwarz-gelben Koalition und den vier großen Energieunternehmen um die Laufzeitverlängerung deutscher Kernkraftwerke vom 5. September 2010 bezeichnet. Erneut kam es zur rechtlichen Absicherung, zu einer Novellierung des Atomgesetzes; diese trat am 14. Dezember 2010 in Kraft.

### 2011
Nach dem Nuklearunfall vom März 2011 im Kernkraftwerk Fukushima wurde von atomkraftkritischer Seite als zukünftige Vereinbarung ein „neuer Atomkonsens zwischen Regierung und Opposition“ gefordert mit dem Ziel, die „ältesten Reaktoren sofort vom Netz“ zu nehmen, was die Vereinbarung vom 14. Juni 2000 für 2011 ursprünglich vorgesehen hatte.
Die Bundesregierung und die sie tragende schwarz-gelbe Koalition einigten sich am 30. Mai schließlich auf einen Atomausstieg bis 2022; dann soll der letzte Kernreaktor vom Netz gehen. Ein entsprechendes Gesetz wurde am 30. Juni 2011 im Bundestag mit großer Mehrheit verabschiedet; außer der Linksfraktion hatten alle Parteien bereits im Vorfeld ihre Zustimmung angekündigt. In der in namentlicher Abstimmung durchgeführten Abstimmung wurde mit 513 von 600 abgegebenen und gültigen Stimmen (bei 9 Enthaltungen und 79 Nein-Stimmen) das „13. Gesetz zur Änderung des Atomgesetzes“ beschlossen, das die Beendigung der Kernenergienutzung und Beschleunigung der Energiewende zum Inhalt hat.